# Pierfrancesco Prosperi
Pierfrancesco Prosperi, más néven Piero Prosperi (Arezzo, 1945. július 21. –) olasz író, tudományos-fantasztikus író, karikaturista.

## Élete
Már tizenkét éves korában írni kezdett, első novellája, a Lo stratega nyomtatásban 1960-ban jelent meg az Oltre il cielo magazinban. Luigi Naviglióval és Antonio Bellomival közösen a Jack Azimov írói álnevet használták. Később több mint 140 tudományos-fantasztikus történetet publikált a műfaj főbb magazinjaiban és antológiáiban (Urania, Galassia, Oltre il Cielo, Robot, I Romanzi del Cosmo, Futuro, Futuro Europa, Interplanet), valamint egyéb, nem sci-fi jellegű lapokban. Sokat utazott külföldön, Franciaországban, Belgiumban, Németországban, Csehországban, Magyarországon, Romániában, Finnországban, Japánban. Több regénye is az alternatív történelemmel foglalkozik. Cikket írt La serie maledetta címen 1980-ban az amerikai elnökök rejtélyes haláláról. A RAI által 1978-ban sugárzott rádiós dráma, a Spazio vitale szerzője, Una Cadillac per Natale című történetét a RAI szicíliai regionális ága adta le. Agatha Francis álnéven három romantikus regényt is írt 1982-ben és 1983-ban, az Edizioni Lancio számára. Sandra Del Monte álnéven írt néhány romantikus írását a Gioia magazin közölte 1984 és 1986 közt. Több éven át, 1994 és 1997 közt képregényírási kurzusokat tartott a Nemzetközi Képregényiskola firenzei székhelyén. Néhány munkáját a Galaktika közölte.

## Képregény
1977-ben kezdett intenzíven képregényekkel foglalkozni, mind művészként, mind forgatókönyvíróként. Először néhány korábban írt rövid novelláját ültette át e műfajba, ezeket az Intrepido magazin közölte. Ezután több mint 500 munkát készített az Intrepido, az Il Monello, a Lanciostory és a Skorpio magazinok számára. Körülbelül húsz története a Topolino magazinban jelent meg. Körülbelül egy-egy tucat sztorit írt (melyekből mások készítettek képregényt) a Martin Mystère és a Zona X magazinoknak. Számos egyéb lap is közölte képregényeit, illetve néhány kockából álló rövidebb képsorait. 

## Díjai
Számos első díjat nyert tudományos-fantasztikus témájú versenyeken, ide értve két Italia-díjat a legjobb fantasztikus regényért (Autocrisi, 1972 és Garibaldi a Gettysburg (1994). Két alkalommal nyerte el a Città di Montepulciano-díjat (1988 és 1989), 1993-ban Cosmo-díjat kapott. Szintén 1993-ban kapta meg az Ungaretti-díjat. A Velence által odaítélt San Marco-díjat három alkalommal nyerte el (1994, 1995, 1997)

## Munkái

### Fantasztikus regények
- Autocrisi, Casa Editrice La Tribuna, 1971
- Seppelliamo re John, Casa Editrice La Tribuna, 1973
- Il tunnel, Alberti, 1992
- Garibaldi a Gettysburg, Editrice Nord, 1993
- Autocrisi 2020, Perseo Libri, 1997
- Supplemento d'indagine, Edizioni Settimo Sigillo, 1999
- La Moschea di San Marco, Bietti, 2007
- Incubo privato, az Incubi per Re John antológiában, Mondadori Editore, 2008
- La Casa dell'Islam, Bietti, 2009. ISBN 978-88-8248-218-3
- Le regole del gioco, Edimond, 2011
- Vatikan, Tabula Fati, 2012
- HH - Hitler's Hamptons, Rêverie, 2012
- Bersaglio Mario Monti, Rêverie, 2012
- Armageddon 2014, Rêverie, 2013
- Il futuro è passato, Bietti, 2013
- Undicimila Settembre, Fratini Editore, 2014
- La demolizione di Auschwitz, Leone Editore, 2014
- La terza Moschea, Bietti, 2015
- Il risveglio del Leone, Arnoldo Mondadori, 2016
- Majorana ha vinto il Nobel, Odoya, 2016
- Mussolinia, Tabula Fati, 2016
- Crociera tra le stelle, Della Vigna, 2016
- Khimaira, Edizioni Helicon, 2016
- La memoria del Leone, Arnoldo Mondadori, 2017
- Finis Terrae, Odoya, 2017
- Leone: Febbre mortale, Arnoldo Mondadori, 2018
- Bandiera bianca su San Pietro, Watson Edizioni, 2018
- Bandiera nera! Tabula Fati, 2018
- Il processo n. 13, Edizioni Della Vigna, 2018
- Il 9 maggio, Homo Scrivens, 2019

### Esszék
- La serie maledetta, Armenia, 1980

## Magyarul megjelent művei
- A világegyetem Eberhart szerint, novella, Galaktika 6., 1973
- Egy esős nap, novella, Galaktika 49., 1983
- Túl tökéletes, novella, Galaktika 49., 1983

## Külső hivatkozások
- Pierfrancesco Prosperi munkái a worldcat oldalán

## Fordítás
- Ez a szócikk részben vagy egészben  a   Pierfrancesco Prosperi című olasz Wikipédia-szócikk ezen változatának fordításán alapul.  Az eredeti cikk szerkesztőit annak laptörténete sorolja fel. Ez a jelzés csupán a megfogalmazás eredetét és a szerzői jogokat jelzi, nem szolgál a cikkben szereplő információk forrásmegjelöléseként.